# Bron över Drina
Bron över Drina (originaltitel: Na Drini ćuprija, serbisk kyrilliska: На Дрини ћуприја) är en roman från 1945 av den jugoslaviske nobelpristagaren Ivo Andrić. Romanen skildrar livet kring en bro i Višegrad från 1500-talet till 1900-talet. Händelserna kring bron speglar förhållandena i omvärlden och stadens växlande nationalitet.